# Ivan Jevstafjevič Vlasov
Ivan Jevstafjevič Vlasov (rusky Иван Евстафьевич Власов; 1628–1710) byl ruský úředník a šlechtic řeckého původu, vojevoda v Irkutsku a Něrčinsku, účastník jednání vedoucích k uzavření Něrčinské smlouvy.

## Život
Ivan Vlasov se narodil v Moskvě roku 1638 Jevstafiji Ivanoviči Vlasovovi, řeckému přistěhovalci, který do Ruska emigroval z Istanbulu a roku 1647 byl zapsán mezi šlechtice moskevského seznamu. Ivan Vlasov dostal kvalitní vzdělání včetně znalosti latiny.
Roku 1656 se účastnil poselství do Benátek. Od roku 1671 sloužil v Dělostřeleckém, později v Maloruském prikaze. Od roku 1674 sloužil jako vojevoda v Arzamasu, roku 1677 byl přeložen do Putivli k pluku knížete Golovina. Roku 1677 obdržel titul stolníka (стольник) a půdu.
V únoru 1680 byl převeden k Sibiřskému prikazu a jmenován (prvním) vojevodou v Irkutsku, funkci vykonával od roku 1681. Podléhaly mu i ostrohy v Barguzinsku, Selenginsku, Bauntovsku a Udinsku. Ve svěřeném regionu podporoval hledání a těžbu rud (a slídy), rozšířil výrobu soli. Pomáhal v šíření křesťanství mezi místními Evenky a Burjaty.
V únoru 1684 byl jmenován něrčinským vojevodou, zde zorganizoval zkušební těžbu stříbra z naleziště u řeky Argun (od roku 1704 se rozběhla pravidelná těžba, první v Rusku), podporoval rozvoj zemědělství v údolí Šilky, v jeho funkčním období začala těžba soli z Borzinského solného jezera, dobývání železné rudy u Telembinsku. Roku 1684 byl též v Něrčinsku pokřtěn evencký kníže Gantimur.
Roku 1685 organizoval obnovu Albazinu po jeho zničení při prvním obléhání, od roku 1687 pomáhal Fjodoru Golovinovi s vedením diplomatických rozhovorů s představiteli říše Čching, které vyvrcholily setkáním v Něrčinsku a uzavřením Něrčinské smlouvy roku 1689.
Za podepsání Něrčinské smlouvy byl vyznamenán. Roku 1691 ho v Něrčinsku nahradil plukovník F. I. Skripicyn a Vlasov se vrátil do Moskvy, byl jmenován členem Dumy. V letech 1695 a 1696 se účastnil azovských pochodů, odpovídal za zdravotní službu v ruské armádě. Poté odpovídal za výrobu potaše.
Roku 1706 odešel do výslužby. Zemřel v Moskvě v roce 1710.